# Consiglio di amministrazione della pubblica istruzione della Città di New York

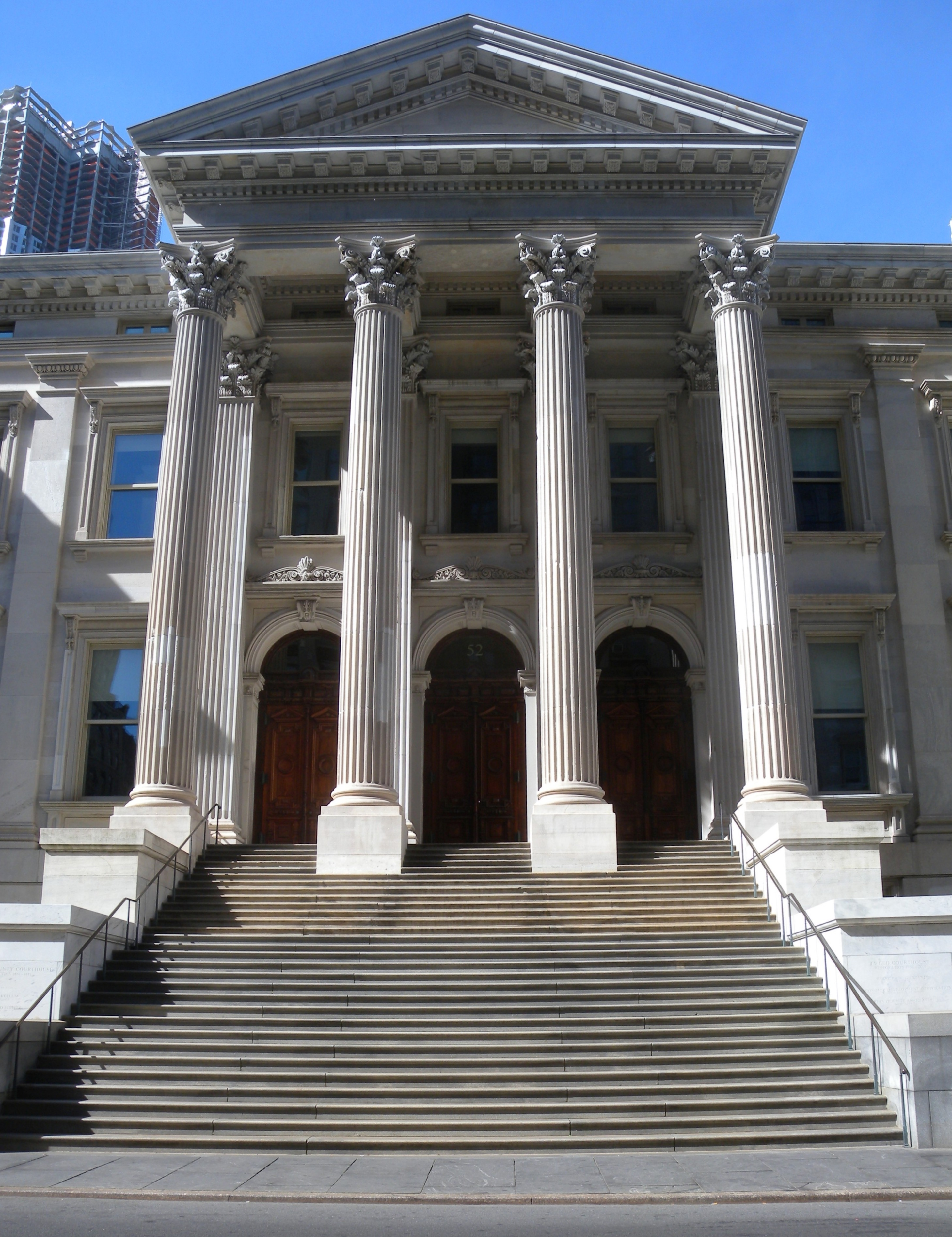
Tweed Courthouse, sede di NYCDOE

Il Consiglio di amministrazione della pubblica istruzione della Città di New York (inglese: New York City Department of Education, NYCDOE, vecchio nome: Provveditorato agli Studi della Città di New York, New York City Board of Education) è quell'ufficio del governo di New York City che gestisce il sistema scolastico pubblico locale. Questa rete di scuole forma il più grosso sistema scolastico pubblico di tutti gli Stati Uniti d'America, per un totale di oltre 1,1 milioni di studenti e 75.000 insegnanti in circa 1700 scuole. Il dipartimento copre l'attività in tutti i cinque quartieri cittadini.
Il dipartimento è gestito da un responsabile, che attualmente è Joel I. Klein, nominato dal sindaco Michael Bloomberg nel 2002.
Per la sua immensa dimensione — ci sono più studenti nel dipartimento che non in otto stati dell'Unione — il sistema scolastico pubblico di New York City è il più influente della nazione. Nuovi esperimenti educativi, revisioni linguistiche e nuove tecniche di insegnamento sono spesso create a New York e poi esportate nel resto del Paese. Per tenere traccia del grande numero di studenti e di informazioni sulla scuola, il dipartimento usa il potente sistema informativo Automate The Schools (ATS).